# Uranothyris
Uranothyris is een geslacht van vlinders uit de familie wespvlinders (Sesiidae), onderfamilie Sesiinae.
Uranothyris is voor het eerst wetenschappelijk beschreven door Meyrick in 1933. De typesoort is Uranothyris pterotarsa.

## Soort
Uranothyris omvat de volgende soort:
- Uranothyris pterotarsa Meyrick, 1933